# Vibenshus Runddel (metrostation)
Vibenshus Runddel is een ondergronds metrostation in de Deense hoofdstad Kopenhagen dat op 29 september 2019 werd geopend.

## Geschiedenis
In 1999 werden plannen gepresenteerd voor een metroringlijn (M3) door Kopenhagen en Frederiksberg. In dit voorstel waren geen stations voorzien in het noorden van de stad. In latere tracévarianten stond een lus met twee stations, waaronder Vibenshus Runddel, door het noorden van de stad. 
In het tracébesluit van 2005 werd gekozen voor deze lus in plaats van het tracé onder het Fælledpark. De bouw begon eind 2010 met het verleggen van kabels en archeologisch onderzoek. Eind 2012 werd begonnen met het uitgraven van de bouwput en het station werd voltooid in 2019.

## Ligging en inrichting
Het station ligt aan de zuidoostzijde van het gelijknamige kruispunt parallel aan de Jagtvej. Het is gebouwd volgens het standaardontwerp voor ondergrondse metrostations in Kopenhagen. De ingang met een vaste trap en twee liften ligt aan de westkant, tegen over de Samsøgade ligt nog een vast trap die dient als nooduitgang. De liften verbinden de straat rechtstreeks met het perron. De verdeelhal heeft daklichten en is met roltrappen verbonden met het perron. De wanden rond de roltrappen zijn bekleed met witte platen die naar boven toe schuin naar buiten toe lopen. Hier door zijn van onderen de verschillend gekleurde, geel, groen, blauw,rood en oranje, randen van de platen te zien. 

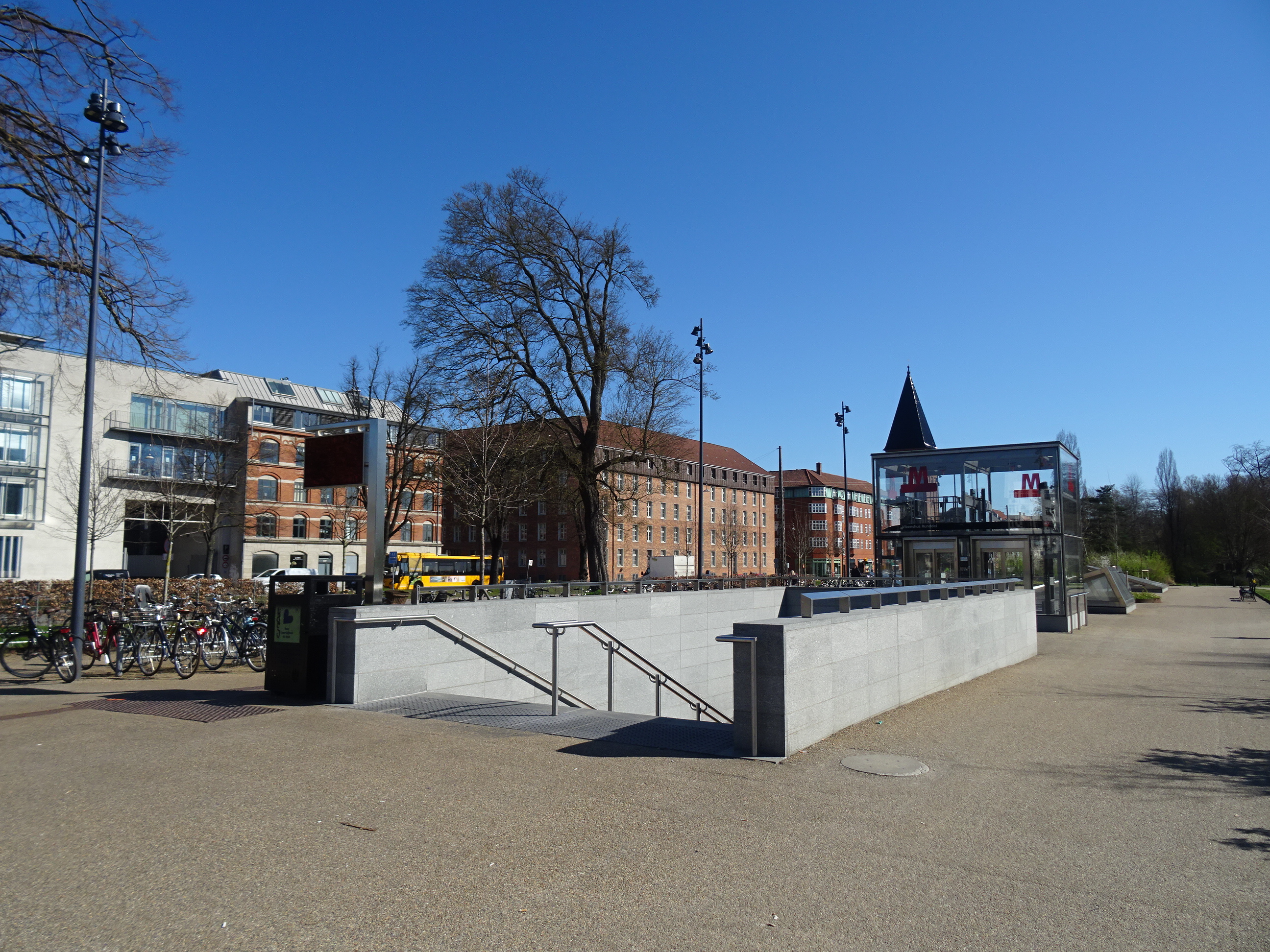
De ingang.
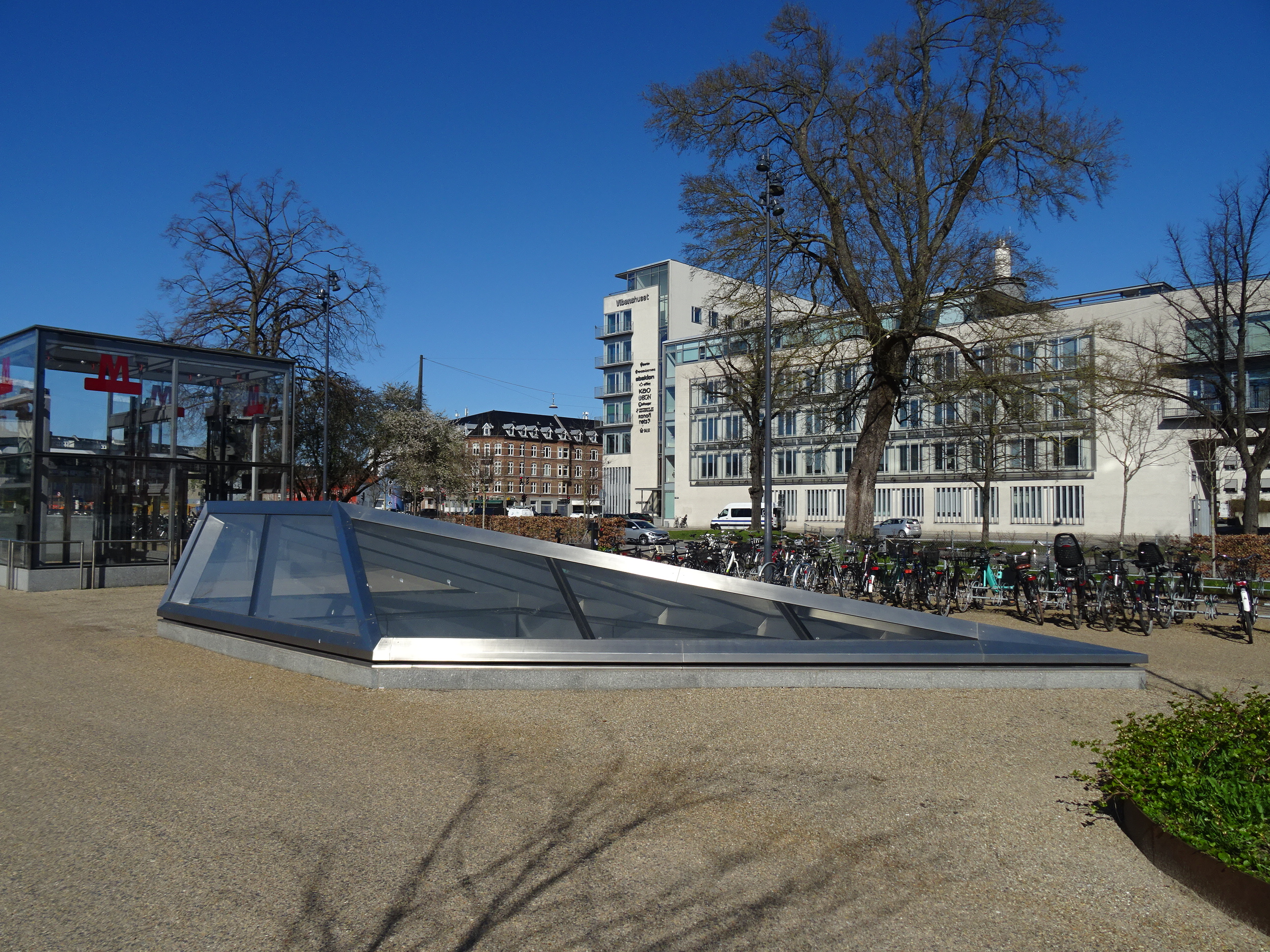
Een van de daklichten.
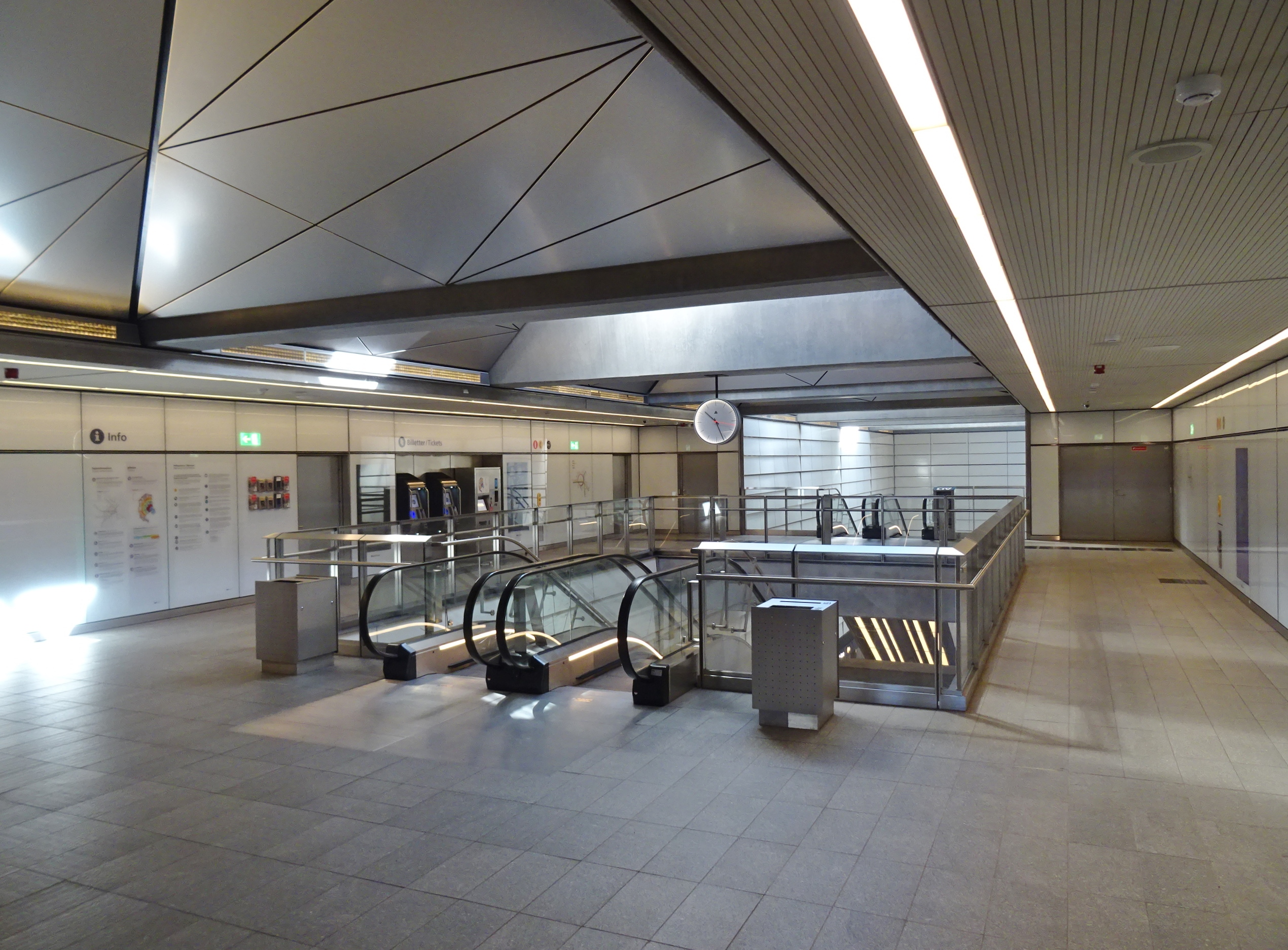
De verdeelhal.

København H   · Rådhuspladsen · Gammel Strand · Kongens Nytorv · Marmorkirken · Østerport   · Trianglen · Poul Henningsens Plads · Vibenshus Runddel · Skjolds Plads · Nørrebro  · Nørrebros Runddel · Nuuks Plads · Aksel Møllers Have · Frederiksberg · Frederiksberg Allé · Enghave Plads · København H →